# Helmut Schlaad
Helmut Schlaad (* 4. August 1967 in Bad Kreuznach) ist ein deutscher Chemiker und Hochschullehrer.

## Leben
Helmut Schlaad studierte Chemie an der Johannes Gutenberg-Universität Mainz und erhielt 1993 sein Diplom. 1997 promovierte er mit Untersuchungen zum Mechanismus der anionischen Polymerisation von Methacrylaten in der Gruppe von  Axel H. E. Müller. 1998 ging er als Postdoc an die University of Massachusetts Lowell, um mit Rudolf Faust an kationischen Polymerisationen von Vinylmonomeren zu arbeiten. Ab 1999 war er als Gruppenleiter am Max-Planck-Institut für Kolloid- und Grenzflächenforschung tätig und habilitierte sich 2004 (Mentor: Markus Antonietti) in der Wissenschaftsdisziplin Physikalische Chemie. 2014 nahm er den Ruf der Universität Potsdam auf eine Professur für Polymerchemie an.
Sein wissenschaftliches Interesse gilt:
- Entwicklung neuer kontrollierter Polymerisationstechniken und nachhaltige („grüne“) Polymerisationsverfahren
- Ring-öffnende Polymerisation von Heterozyklen

- Modifizierung von Polymeren
- Biobasierte Polymere aus erneuerbaren, nicht-fossilen Quellen

- Untersuchung komplexer Strukturbildungsprozesse in bioinspirierten (Co-)Polymeren

## Schriften
Er schrieb mehr als 170 Originalpublikationen, Übersichtsartikel und Buchkapitel, darunter:
- The Formation of Polymer Vesicles or „Peptosomes“ by Polybutadiene-block-poly(L-glutamate)s in Dilute Aqueous Solution. In: J. Am. Chem. Soc. 124, 2002, S. 1658–1663.
- Thio-Click Modification of Poly[2(3-butenyl)-2-oxazoline]. In: Macromolecules 22, 2007, S. 7928–7933.
- Aqueous Self-Assembly of Purely Hydrophilic Block Copolymers into Giant Vesicles. In: Angew. Chem. Int. Ed. 54, 2015, S. 9715–9718.
- Metathesis polymerization of cystine-based macrocycles. In: Polymer Chemistry 8, 2017, S. 366–369.

## Trivia
Helmut Schlaad ist Mitglied der Band „Erich C“ und des Blasorchesters Ketzin e.V.